# Sonate K. 211
La sonate K. 211 (F.159/L.133) en la majeur est une œuvre pour clavier du compositeur italien Domenico Scarlatti.

## Présentation
La sonate K. 211, notée Andantino, forme avec la sonate suivante, dans la même tonalité de la majeur, une paire très contrastée. La première est sinueuse et pleine de charme. Après un silence surmonté d'un point d'orgue s'insinue une mandoline (mesure 23), évoquée par les répétitions de notes pour lesquelles Scarlatti précise mutandi i deti (« changement de doigt ») — dans le manuscrit de Parme ; alors que Venise place l'annotation en seconde partie et l'omet en première. Le manuscrit de Münster baptise la sonate Toccata, à l'instar de la sonate/toccata K. 141, qui a le même Mutandi i detti (ainsi que la sonate K. 96).

## Manuscrits
Le manuscrit principal est le numéro 6 du volume III de Venise (1753), copié pour Maria Barbara ; l'autre est Parme IV 6. Les autres sources manuscrites sont Münster V 24 (1756) et Vienne A 18 et G 16.

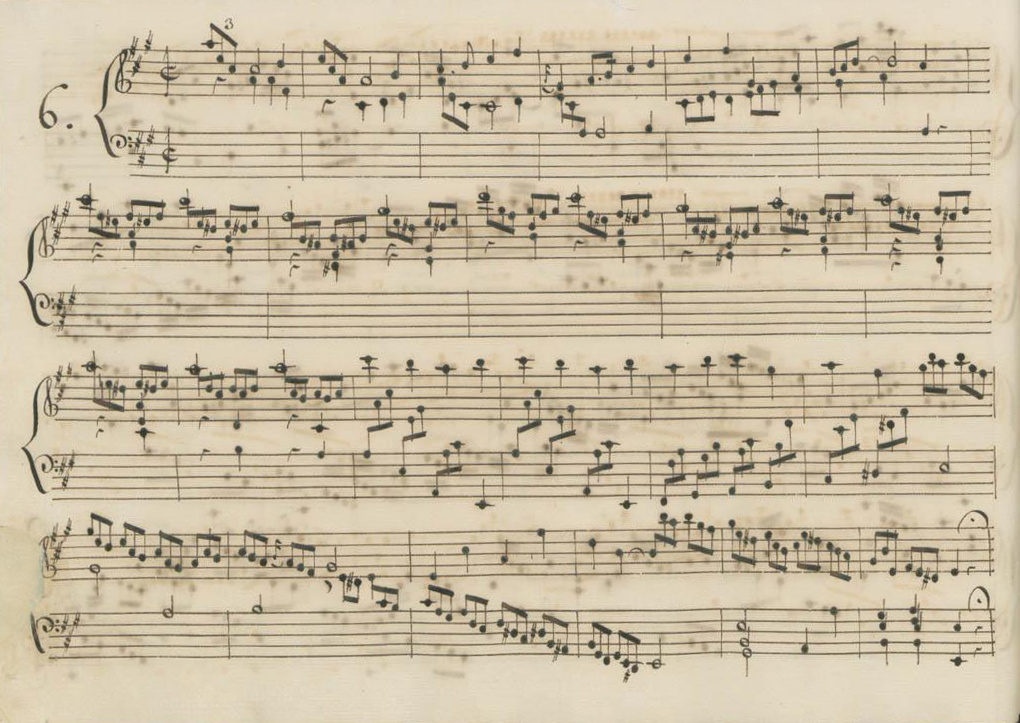
Parme IV 6.
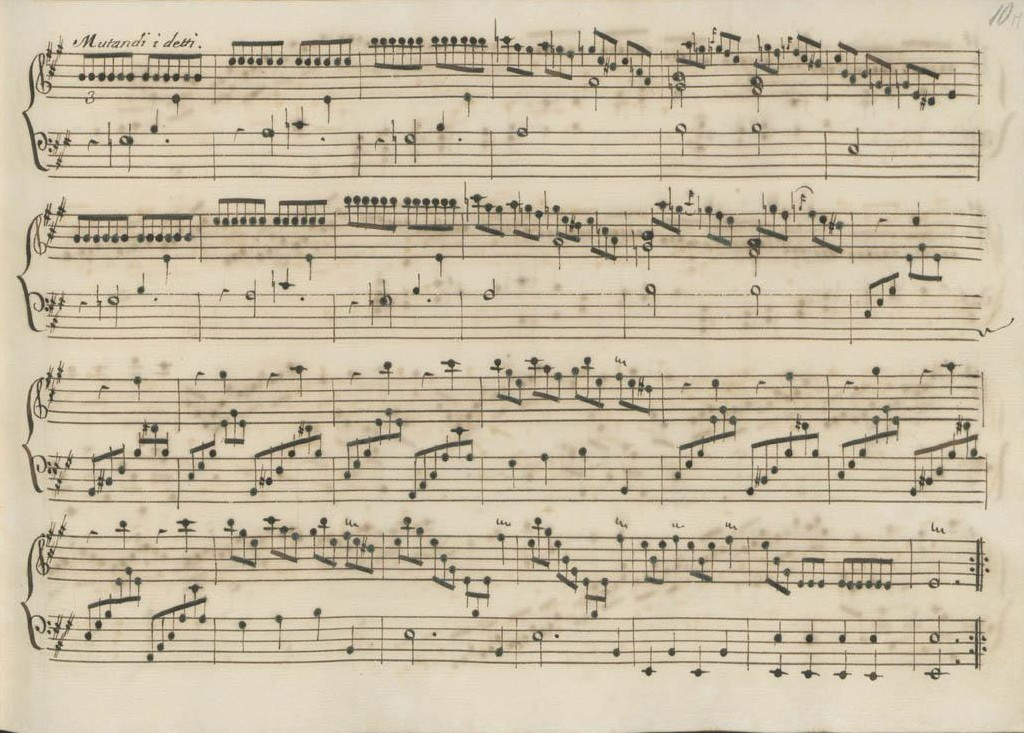
Parme IV 6, seconde page avec la mention Mutandi i detti.
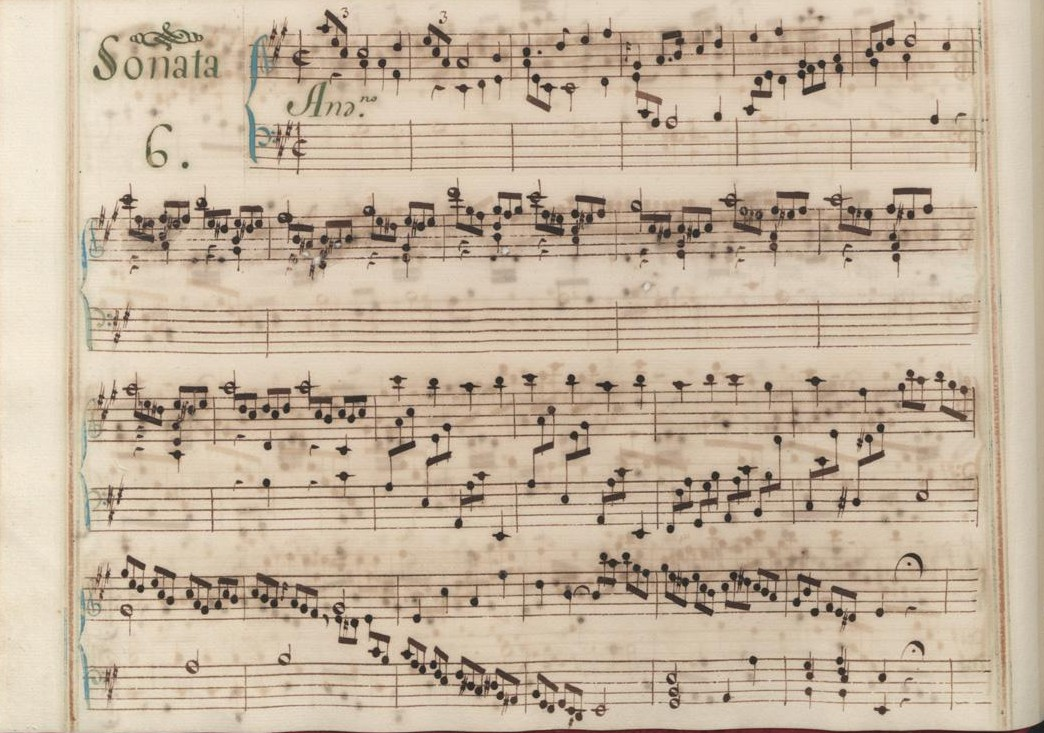
Venise III 6.

## Interprètes
Au piano, les interprètes de la sonate K. 211 sont peu nombreux : néanmoins, elle est défendue par Carlo Grante (Music & Art, vol. 2) ; au clavecin par Scott Ross (Erato, 1985), Richard Lester (2001, Nimbus), Mario Raskin (2011, Verany) et Pierre Hantaï (2016, Mirare, vol. 5).

## Sources
: document utilisé comme source pour la rédaction de cet article.
- Ralph Kirkpatrick (trad. de l'anglais par Dennis Collins), Domenico Scarlatti, Paris, Lattès, coll. « Musique et Musiciens », 1982 (1re éd. 1953 (en)), 493 p. (OCLC 954954205, BNF 34689181), p. 194.
- Alain de Chambure/Scott Ross, « Domenico Scarlatti : Intégrale des sonates — Scott Ross », p. 196, Erato (2564-62092-2), 1985 (OCLC 891183737) .